# Mimenicodes perroudi
Mimenicodes perroudi är en skalbaggsart som först beskrevs av Xavier Montrouzier 1861.  Mimenicodes perroudi ingår i släktet Mimenicodes och familjen långhorningar. Inga underarter finns listade i Catalogue of Life.